# Ninoxe de Rand
Ninox randi
Espèce
Synonymes
- Ninox scutulata randi Deignan, 1951
(protonyme)

Statut de conservation UICN

 NT  : Quasi menacé
Statut CITES
La Ninoxe de Rand (Ninox randi) est une espèce d'oiseaux de la famille des Strigidae, longtemps considérée comme une sous-espèce de la Ninoxe hirsute (N. scutulata) mais séparée en 2002.

## Répartition
Cette espèce est endémique des Philippines et s'y trouve sur les îles principales à l'exception des Palawan.